# Regelleistungsvolumen
In Deutschland führen die kassenärztlichen Vereinigungen das Leistungsabrechnungsverfahren für ambulante Leistungen durch, die für gesetzlich krankenversicherte Personen von Ärzten oder Psychotherapeuten erbracht werden, mittels des Honorarverteilungsmaßstabs gemäß § 85 Abs. 4 Fünftes Buch Sozialgesetzbuch (SGB V). Ab Januar 2009 brachte eine Gesetzesreform (GKV-Wettbewerbsstärkungsgesetz) eine komplette Neuordnung der vertragsärztlichen Vergütung. Ziel der im § 87b Abs. 2 und 3 SGB V festgelegten und vom Erweiterten Bewertungsausschuss konkretisierten Regelleistungsvolumina ist es, die ärztliche Vergütung für gesetzlich Krankenversicherte zu begrenzen. Sie haben die früher gültigen Praxisbudgets abgelöst. Die Regelung war bis 2011 obligatorisch; mit dem GKV-Versorgungsstrukturgesetz von 2011 wurde es den KVen wieder freigestellt, welches System der Aufteilung der Gesamtvergütung auf die an der vertragsärztlichen Versorgung teilnehmenden Ärzte sie anwenden. Das System der Regelleistungsvolumina wird von der Mehrzahl der KVen auch in den Folgejahren weiter angewendet; andere sind zum System der Praxisbudgets zurückgekehrt oder haben weitere Modelle entwickelt.
Bis zu seiner RLV-Grenze erhält der Arzt oder Psychotherapeut die Leistungen mit einem festen Punktwert vergütet. Dieser entspricht dem zwischen den KVen und den Landesverbänden der Krankenkassen und den Ersatzkassen jeweils für einen KV-Bezirk vereinbarten regionalen Punktwert. Darüberliegende Leistungen werden nur noch zu einem Bruchteil vergütet. Damit soll einerseits den Praxen Planungssicherheit gegeben werden, andererseits die beständige Mengenausweitung ihrer medizinischen Leistungen verlangsamt werden.
Die Höhe des RLV ermittelt die KV aus dem arztgruppenspezifischen Fallwert (also dem Fallwert für Internisten, Chirurgen, Kinderärzte usw.), multipliziert mit der Patientenzahl (Fallzahl), den die Praxis im gleichen Quartal ein Jahr zuvor hatte. Der arztgruppenspezifische Fallwert wird nach einem komplizierten Verfahren bestimmt. Im Wesentlichen wird die auf die RLV entfallende Gesamtvergütung entsprechend den früheren Honorarverteilungsmaßstäben auf die verschiedenen Arztgruppen aufgeteilt und jeder Anteil dann durch die Fallzahl der ganzen Arztgruppe geteilt. 
Es gibt also für jede Praxis eine "Standardvergütung pro Patient" und eine maximale Patientenzahl, bis zu der sie bezahlt wird. Für Praxen mit besonders vielen Patienten (> 150 % des jeweiligen Fachgruppendurchschnitts) werden die "überschüssigen" Patienten nur teilweise mitgezählt (25 % bis 75 %). Andererseits sollen für Praxen, die besonders viele Rentner behandeln, die in der Regel mehr Behandlung brauchen, Korrekturfaktoren nach oben eingesetzt werden. Es gibt noch weitere Korrekturfaktoren, Zu- und Abschläge minderer Bedeutung. Die RLV ändern sich alle drei Monate und sollen den Praxisinhabern rechtzeitig vor Quartalsbeginn mitgeteilt werden.
Die z. B. von der KV Nordrhein bekanntgegebenen RLV liegen aktuell (2010) zwischen 11 € und 110 € pro Patient und Quartal. Wenn mehr Leistungen erbracht werden als im RLV enthalten, werden sie nur zum sogenannten Abstaffelungs-Punktwert vergütet, der in der Größenordnung von 0,3 Cent pro Punkt liegt. 
Ein Teil der möglichen Leistungen, z. B. das Hautkrebs-Screening, Akupunktur, oder die Strahlentherapie für Krebskranke, unterliegt nicht den RLV, wird jedoch wie früher durch die feste Obergrenze der Gesamtvergütung (d. i. der Gesamtbetrag, den die GKV in einem bestimmten Jahr an die Kassenärztliche Vereinigung bezahlt) begrenzt: wenn diese Leistungen vermehrt erbracht werden, sinkt der Punktwert und damit die Vergütung pro Einzelleistung ab. Einige wenige, politisch besonders geförderte Leistungen (z. B. das Mammographiescreening) sind weder durch RLV noch durch die vereinbarte Gesamtvergütung begrenzt, sondern werden den Ärzten ohne Mengenbegrenzung mit einem festen Punktwert vergütet.
Um wirtschaftliche Verwerfungen abzumildern, haben die Kassenärztlichen Vereinigungen Übergangsregelungen geschaffen. 